# Liponeura cordata
Liponeura cordata är en tvåvingeart som beskrevs av Vimmer 1916. Liponeura cordata ingår i släktet Liponeura och familjen Blephariceridae. Inga underarter finns listade i Catalogue of Life.